# Bricqueville-la-Blouette
Bricqueville-la-Blouette ist eine französische Gemeinde mit 533 Einwohnern (Stand 1. Januar 2022) im Département Manche in der Region Normandie. Sie gehört zum Arrondissement Coutances und zum Kanton Coutances. 
Nachbargemeinden sind Tourville-sur-Sienne im Nordwesten, Gratot im Norden, Coutances im Nordosten, Saint-Pierre-de-Coutances im Osten, Orval sur Sienne im Süden und Heugueville-sur-Sienne im Westen.

## Bevölkerungsentwicklung
| Jahr      | 1962 | 1968 | 1975 | 1982 | 1990 | 1999 | 2008 | 2018 |
| --------- | ---- | ---- | ---- | ---- | ---- | ---- | ---- | ---- |
| Einwohner | 289  | 300  | 321  | 442  | 525  | 540  | 536  | 548  |

## Sehenswürdigkeiten

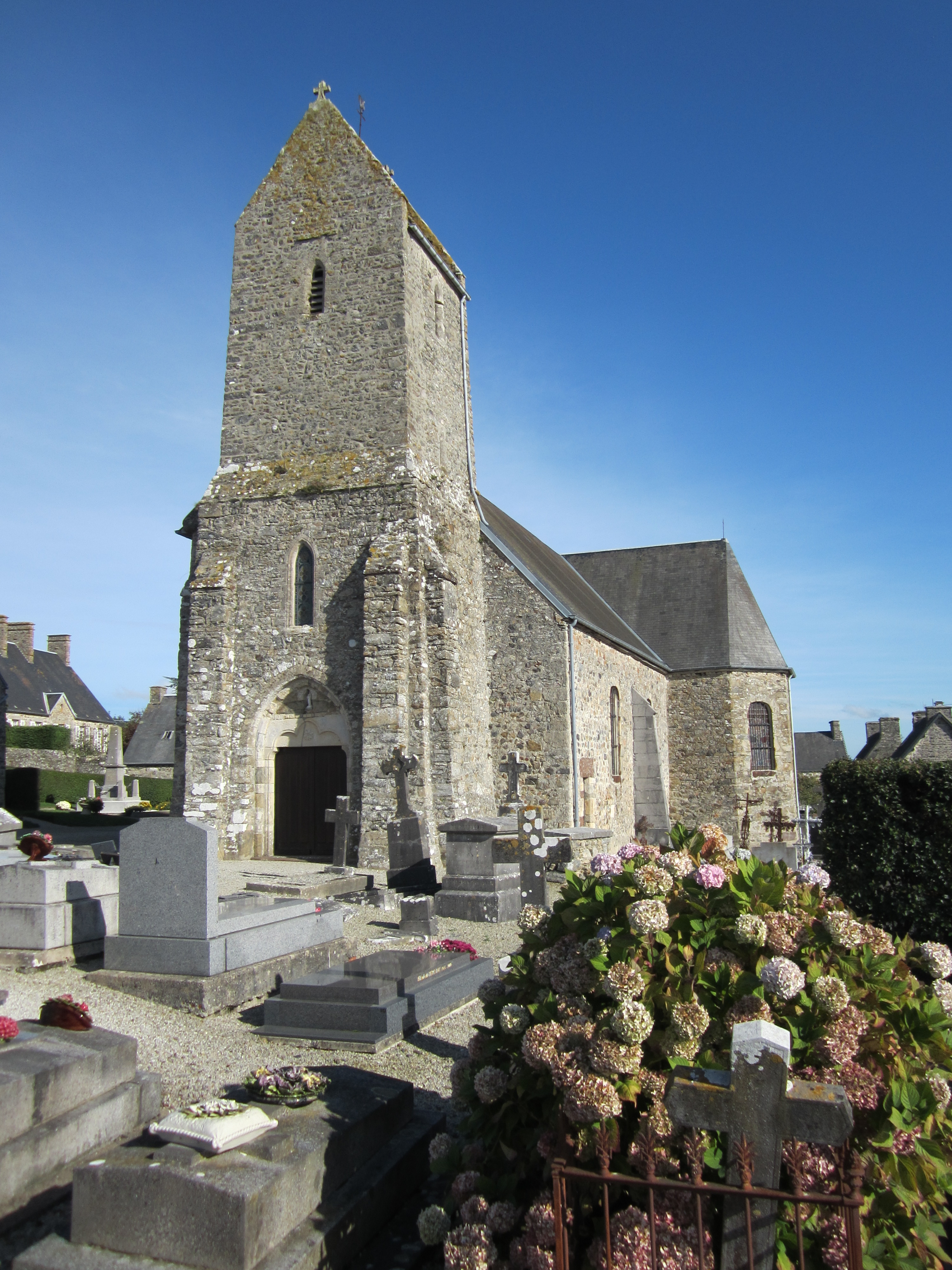
Kirche Saint-Martin

- Kirche Saint-Martin